# Prix du Forez
Prix du Forez är ett travlopp för 4-10-åriga varmblodstravare som körs på Vincennesbanan i Paris i Frankrike varje år i mitten av januari under det franska vintermeetinget. Det är ett Grupp 3-lopp, det vill säga ett lopp av tredje högsta internationella klass.

## Vinnare
| År   | Häst              | Efter              | Kusk               | Tränare              | Tid    |
| ---- | ----------------- | ------------------ | ------------------ | -------------------- | ------ |
| 2025 | Ino du Lupin      | Scipion du Goutier | Antoine Wiels      | Jean-Paul Marmion    | 1'12"4 |
| 2024 | Gaspar de Brion   | Singalo            | Matthieu Abrivard  | Matthieu Abrivard    | 1'13"6 |
| 2023 | Émeraude de Bais  | Repeat Love        | Franck Nivard      | Benjamin Goetz       | 1'13"5 |
| 2022 | Elie de Beaufour  | Royal Dream        | Jean-Michel Bazire | Jean-Michel Bazire   | 1'11"1 |
| 2021 | Colonel           | Goetmals Wood      | Jean-Michel Bazire | Jean-Michel Bazire   | 1'13"1 |
| 2020 | Valokaja Hindö    | Great Challenger   | Jean-Michel Bazire | Jean-Michel Bazire   | 1'11"9 |
| 2019 | Cleangame         | Ouragan de Celland | Jean-Michel Bazire | Jean-Michel Bazire   | 1'11"9 |
| 2018 | Viking Blue       | Prodigious         | Alexandre Abrivard | Yannick Alain Briand | 1'12"7 |
| 2017 | Anzi des Liards   | Look de Star       | Romain Derieux     | David Bekaert        | 1'12"8 |
| 2016 | Viking Blue       | Prodigious         | Dominik Locqueneux | Yannick Alain Briand | 1'12"7 |
| 2015 | Tornado Bello     | Jag de Bellouet    | Pierre Levesque    | Mike Lenders         | 1'12"8 |
| 2014 | Ton Reve de Cahot | Hand du Vivier     | David Thomain      | Jean-Pierre Thomain  | 1'15"0 |
| 2013 | Supervisor        | Podosis            | Pierre Levesque    | Joel Despres         | 1'14"6 |
| 2012 | Reve de Beylev    | Fortuna Fant       | Éric Raffin        | Sébastien Guarato    | 1'14"0 |